# James Francis Checchio
James Francis Checchio (Camden, 21 aprile 1966) è un vescovo cattolico statunitense, dall'8 marzo 2016 vescovo di Metuchen.

## Biografia
Monsignor James Francis Checchio è nato a Camden il 21 aprile 1966 da James e Helen Checchio.

### Formazione e ministero sacerdotale
Ha frequentato la Pope Paul VI High School a Haddon Township dal 1980 al 1984. Nel 1988 si è laureato all'Università di Scranton. Ha svolto gli studi ecclesiastici presso il Pontificio collegio americano del Nord e presso la Pontificia università "San Tommaso d'Aquino" a Roma dove nel 1993 ha conseguito la licenza in diritto canonico. Nel 1998 ha conseguito il dottorato in diritto canonico presso il medesimo ateneo con una tesi intitolata An Examination of General Absolution Using the Criteria of a Juridic Act.  Nel 2004 conseguì un master in economia aziendale presso la La Salle University di Filadelfia.
Il 20 giugno 1992 è stato ordinato presbitero per la diocesi di Camden. In seguito è stato vicario parrocchiale della parrocchia di San Pietro a Merchantville nel 1992, della parrocchia di Sant'Agnese dal 1993 al 1995 e della parrocchia di San Pietro Celestine nel 1996, difensore del vincolo nel tribunale diocesano nel 1997, assistente direttore dell'ufficio diocesano dei rapporti pubblici e comunicazioni dal 1997 al 1998, segretario personale dei vescovi ordinari di Camden, James Thomas McHugh e Nicholas Anthony Di Marzio dal 1997 al 1999, vice-cancelliere vescovile dal 1997 al 2003, direttore dell'ufficio diocesano dei rapporti pubblici e comunicazioni dal 1998 al 2003, moderatore della Curia dal 1999 al 2003, amministratore parrocchiale della parrocchia di Santo Spirito ad Atlantic City dal 2001 al 2003, vicario episcopale per l'amministrazione della diocesi di Camden dal 2002 al 2003. Nel 2000 è stato nominato cappellano di Sua Santità.
Nel 2003 è stato nominato vice rettore per l'amministrazione del Pontificio collegio americano del Nord. Il 12 dicembre 2005 il consiglio di amministrazione del collegio lo ha nominato rettore del collegio. Il suo mandato è iniziato ufficialmente il 16 gennaio 2006. Nel 2011 è stato nominato prelato d'onore di Sua Santità.
Il 23 novembre 2015 è stato annunciato che monsignor Checchio avrebbe lasciato l'incarico di rettore a padre Peter Harman. Il mandato di monsignor Checchio è terminato il 1º febbraio 2016. È quindi tornato nella sua diocesi di Camden.

### Ministero episcopale
L'8 marzo 2016 papa Francesco lo ha nominato vescovo di Metuchen. Ha ricevuto l'ordinazione episcopale il 3 maggio successivo nella chiesa del Sacro Cuore di South Planfield dall'arcivescovo metropolita di Newark John Joseph Myers, coconsacranti il vescovo emerito di Metuchen Paul Gregory Bootkoski e il vescovo di Camden Dennis Joseph Sullivan. Durante la stessa celebrazione ha preso possesso della diocesi.
Oltre l'inglese, conosce l'italiano e lo spagnolo.

## Genealogia episcopale
La genealogia episcopale è:
- Cardinale Scipione Rebiba
- Cardinale Giulio Antonio Santori
- Cardinale Girolamo Bernerio, O.P.
- Arcivescovo Galeazzo Sanvitale
- Cardinale Ludovico Ludovisi
- Cardinale Luigi Caetani
- Cardinale Ulderico Carpegna
- Cardinale Paluzzo Paluzzi Altieri degli Albertoni
- Papa Benedetto XIII
- Papa Benedetto XIV
- Cardinale Enrico Enriquez
- Arcivescovo Manuel Quintano Bonifaz
- Cardinale Buenaventura Córdoba Espinosa de la Cerda
- Cardinale Giuseppe Maria Doria Pamphilj
- Papa Pio VIII
- Papa Pio IX
- Cardinale Raffaele Monaco La Valletta
- Cardinale Diomede Angelo Raffaele Gennaro Falconio, O.F.M.
- Vescovo Joseph Chartrand
- Cardinale Joseph Elmer Ritter
- Cardinale John Patrick Cody
- Vescovo Edward William O'Rourke
- Arcivescovo John Joseph Myers
- Vescovo James Francis Checchio

## Araldica
| Stemma | Titolare                                   | Descrizione |
|        | James Francis Checchio Vescovo di Metuchen | Conformemente alla tradizione araldica della Chiesa cattolica romana, lo stemma di un vescovo è normalmente composto da: uno scudo con le sue cariche (simboli) provenienti da ambiti familiari, geografici, religiosi, storici e/o riferiti al nome del vescovo; una croce processionale dorata che passa verticalmente dietro lo scudo, con una barra trasversale, per rappresentare il rango del vescovo; un cappello verde (galero) con dodici nappe attaccate (sei per lato); e una pergamena con il motto, scritta in nero, posta sotto lo scudo. Monsignor Checchio ha scelto uno scudo di forma sannitica che frequentemente viene usato nell'araldica della Chiesa cattolica romana e una croce processionale con cinque pietre rosse per rappresentare le Cinque Piaghe del nostro Salvatore, Gesù Cristo. Nello scudo araldico, destra e sinistra sono scambiati dal punto di vista dell'osservatore poiché dobbiamo considerare la destra e la sinistra del soldato che, nell'epoca medievale, usava tenere il proprio scudo. Sul lato destro dello scudo, troviamo rappresentato lo stemma della diocesi di Metuchen che è basato su quello della diocesi di Trenton. Papa Giovanni Paolo II il 19 novembre 1981 infatti eresse la diocesi ricavandone il territorio dalla diocesi di Trenton. Lo scudo è diviso in quattro quadranti che rappresentano le quattro contee di Hunterdon, Middlesex, Somerset e Warren che costituiscono il territorio diocesano. I colori giallo e bianco, indicati anche in araldica come oro e argento, rispettivamente, sono i colori usati sulla bandiera dello Stato della Città del Vaticano. Per questo motivo sono conosciuti come i colori papali. La croce ancorata è tratta dallo stemma della sede di Trenton. Questa forma della croce è spesso associata in araldica all'Ordine di San Benedetto. Il suo colore blu qui è il rovescio di quello che si vede nello stemma della diocesi di Trenton, che presenta una croce d'oro su un campo blu. Nella parte superiore sinistra dello scudo c'è una lingua di fuoco rossa: la parola "Metuchen" deriva dalla parola indiana "metachen" di Lenne Lenape, che significa "legna da ardere". Inoltre questo simbolo è associato alla discesa dello Spirito Santo sugli apostoli a Pentecoste. In basso a destra, si trova una lettera blu "M" sormontata da una corona d'argento: questo è il monogramma di Maria, la nostra regina. La diocesi è sotto il patronato della regalità di Maria. La "M" appare anche nello stemma di papa Giovanni Paolo II. La parte sinistra dello scudo rappresento lo stemma personale di monsignor Checchio. Questa parte dello scudo è in blu, il colore che simboleggia la separazione dai valori mondani e l'ascesa dell'anima verso Dio, quindi la corsa delle virtù celesti che si elevano dalle cose della terra verso il cielo. Il gallone, meglio descritto come una "V" rovesciata, è una delle più antiche figure araldiche della Chiesa cattolica romana. Rappresenta la trave che regge il tetto della chiesa e simboleggia il concetto di protezione che è responsabilità del vescovo che insegna, governa e santifica. Il gallone è in argento, il colore della trasparenza, della verità e della giustizia, che sono requisiti fondamentali del servizio pastorale del vescovo. Sotto il gallone, c'è un agnello con bastone da pastore. Esso rappresenta i dieci anni spesi dal vescovo Checchio nella formazione degli uomini per il sacerdozio come rettore del Pontificio collegio americano del Nord a Roma, prima che gli fosse affidato il gregge del Popolo di Dio della diocesi di Metuchen. La conchiglia, simbolo di San Giacomo il Maggiore, ricorda il nome del vescovo e quello di suo padre, che con sua madre, Helen, hanno presentato il loro figlio per il battesimo e lo hanno elevato nella fede. La luna crescente appare sullo stemma della diocesi di Camden, dove monsignor Checchio è nato e cresciuto nella fede cattolica e per la quale è stato ordinato sacerdote. Inoltre, la mezzaluna d'argento onora Maria, nel titolo dell'Immacolata Concezione. Questo simbolo appare anche nello stemma del Pontificio collegio americano del Nord, dove il vescovo è stato formato per il sacerdozio e del quale in seguito è stato rettore. Per il suo motto episcopale, il vescovo Checchio ha scelto queste parole latine tratte dalla seconda lettera ai Corinzi: Pro Christo ergo legatione fungimur, tamquam Deo exhortante per nos. Obsecramus pro Christo, riconcciliamini Deo (Siamo ambasciatori al posto di Cristo, così che è come se Dio stesse ammonendo attraverso di noi. Al posto di Cristo noi preghiamo: sii riconciliato con Dio). Durante il grande anno del giubileo straordinario della misericordia, il vescovo Checchio ha scelto questo motto che richiama l'appello di San Paolo affinché noi continuiamo questa missione centrale per la quale Gesù è stato mandato dal Padre. |